# Bridgit (cràter)
Bridgit és un cràter d'impacte en el planeta Venus de 10 km de diàmetre. Porta el nom d'un antropònim irlandès, i el seu nom va ser aprovat per la Unió Astronòmica Internacional el 1991.